# Associazione per lo studio del problema mondiale dei rifugiati
L'Associazione per lo studio del problema mondiale dei rifugiati (AWR), è un'associazione internazionale non-governativa di carattere scientifico che gode dello status consultivo nei confronti delle Nazioni Unite e del Consiglio d'Europa.
È stata fondata nel 1951 con l'obiettivo di studiare le possibili soluzioni al problema dei rifugiati e dei lavoratori migranti in genere.
Ad essa collaborano studiosi di diverse discipline ed operatori sociali di diversi paesi. È organizzata in sezioni nazionali e comitati scientifici di esperti. Posta sotto il patrocinio del principe Nicola di Liechtenstein, ha sede in Vaduz (Liechtenstein).
Non ha finalità politiche né persegue scopi di lucro.
L'AWR promuove e coordina ricerche scientifiche riguardanti i rifugiati ed i lavoratori migranti al fine di contribuire, con il proprio apporto scientifico, alla ricerca di soluzioni teoriche e pratiche del problema. I risultati di tali analisi vengono messi a disposizione dei governi interessati e degli organismi internazionali competenti in materia. Ad essi l'AWR indirizza le sue risoluzioni e rivolge le proprie raccomandazioni. 
L'AWR organizza congressi annuali, seminari, tavole rotonde e cura, dal 1962, la pubblicazione di una rivista - "AWR-BULLETIN" - in cui sono raccolti, in quattro lingue, i contributi dei maggiori esperti internazionali in materia e, infine, scambi di informazioni e materiali tra le sezioni nazionali.
Presidente dell'AWR internazionale, che ha tenuto, fino al 2012, 62 convegni sulle tematiche dei rifugiati e dei migranti, è Andrzej Sakson.
La sezione italiana dell'AWR è stata fondata a Roma, dove ha sede, nel 1953.E', tra l'altro, uno dei soggetti fondatori del Consiglio italiano per i rifugiati (CIR) e del Corso multidisciplinare di formazione su rifugiati e migranti della Sapienza - Università di Roma. Presidente della sezione italiana è Vincenzo Pellegrini.